# Винекен (род)
Винекен (нем. von Wyneken) — баронский род из Австрии, откуда в середине XIX столетия переселился в Россию. Внесён в 1895 году в 5-ю часть дворянской Родословной книги Симбирской губернии.
Повелением австрийского императора Франца-Иосифа I от 5/17 февраля 1874 года Георгий кавалер фон Винекен возведён с нисходящим его потомством в баронское Австрийской Империи достоинство. Высочайше утверждённым 11 июня 1891 года мнением Государственного Совета потомственным дворянам Иоганну-Петру-Александру и Георгию-Льву-Максу Георгиевичам и Марии-Луизе Георгиевне Винекен дозволено пользоваться в России баронским титулом и гербом, пожалованными их отцу .

## Герб
Герб баронов Винекен внесён в 15 часть Общего гербовника, лист 10. Его описание:
В золотом щите виноградная лоза натурального синего цвета с тремя зелёными листьями на зелёной ветке. Щит украшен баронской короной и увенчан дворянским коронованным шлемом. Нашлемник: два буйволовых рога, правый золотой, левый лазуревый, между ними на зелёном пне стоит чёрный ворон с золотыми глазами, держащий в клюве виноградную лозу натурального синего цвета с двумя зелёными листьями. Намёт: лазуревый, подложен золотом. Щитодержатели: два золотых грифа с червлёными глазами и языками .

## Родословная
- Фридрих-Генрих-Кристиан Винекен (Friedrich Heinrich Christian Wyneken) (09.08.1801 — 03.10.1860, Карлсбад). Жена — с 1833 года Юлия-Фредерика-Эмилия Шмидт (Julie Fried. Emilie Schmidt) (18.02.1809, Гота — 1891, Хильдесхайм)
  - Барон Георгий (Георг) Винекен (George Freiherr von Wyneken) (15.03.1834, Бонн — 21.10.1881, Санкт-Петербург (или 07.10.1879, Бонн)), банкир в Санкт-Петербурге, австрийский генеральный консул. Родоначальник баронов Винекен. Жена — Евгения (Ева) Петровна Дараган (род. ноябрь 1839 ум. ?), дочь генерал-лейтенанта Петра Михайловича Дарагана (29.01.1800 — 21.12.1875) и Анна Михайловна Балугьянской (23.02.1806 — 11.08.1877)
    - Барон Александр Георгиевич (Иоганн-Петер-Александер) Винекен (Johann Peter Alexander von Wyneken) (20.03.1868 — 12.03.1917, Ровно), генерал-майор. Жена — Ольга Николаевна Логвинова, дочь Николая Христофоровича и Ольги Петровны Логвиновых
      - Барон Георгий Александрович Винекен (03.04.1902—?)
      - Барон Николай Александрович Винекен (17.09.1904—?)

    - Баронесса Мария Георгиевна (Мария-Луиза; Marie Louise) Винекен (ок. 1868 — ок. 1936). Муж — Матвей Георгиевич Крупенский (15.06.1849 (или …1859) — 29.07.1919), генерал-лейтенант, сын Георгия Матвеевича (1823—1864) и Софии Николаевны (1830—?) Крупенских[3]
    - Барон Георгий Георгиевич (Георгий-Лев-Макс, Георг-Лео(н)-Макс; Georg Leo(n) Max) Винекен (16.04.1871—?), директор банка в Брюсселе. Камер-юнкер, состоял в Правлении Торгово-промышленного банка, и являлся членом администрации Акционерного общества вагоностроительного завода «Двигатель» (в 1906 году). В 1899—1904 гг. его женой была Мария Павловна Устинова, дочь Павла Михайловича Устинова (23.08.1848 — 11.03.1903) и Ольги Максимовны фон Рейтерн (10.10.1860—?). В Петербурге в его владении были дома: Ординарная улица, № 4; Малая Московская улица, № 5 (с 1909; с 1911 — совместно с братом Александром, который здесь и жил с семьёй); Курляндская улица, № 26.